# Vårkallhöjden
Vårkallhöjden este o arie protejată (arie specială de conservare — SAC, sit de importanță comunitară — SCI) din Suedia întinsă pe o suprafață de 26,2 ha, integral pe uscat.

## Localizare
Centrul sitului Vårkallhöjden este situat la coordonatele 63°04′04″N 16°07′19″E / 63.0679°N 16.1219°E.

## Înființare
Situl Vårkallhöjden a fost declarat sit de importanță comunitară în iunie 1996 pentru a proteja 1 specie de plante. Situl a fost protejat și ca arie specială de conservare în martie 2011.

## Biodiversitate
Situată în ecoregiunea boreală, aria protejată conține 1 habitat natural: Taiga vestică.
La baza desemnării sitului se află o specie protejată de  plante: papucul doamnei (Cypripedium calceolus).